# شون فاريل (لاعب كرة قدم أمريكية)
شون فاريل (بالإنجليزية: Sean Farrell)‏ هو لاعب كرة قدم أمريكية أمريكي، ولد في 25 مايو 1960 في ساوثهامبتون ‏ في الولايات المتحدة.